# Fünfkampf-Länderkampf der Frauen 1974 Sowjetunion – BR Deutschland / BR Deutschland – USA
| 19./20. Leichtathletik-Länderkampf mit bundesdeutscher Beteiligung 1974             | 19./20. Leichtathletik-Länderkampf mit bundesdeutscher Beteiligung 1974 |
| ----------------------------------------------------------------------------------- | ----------------------------------------------------------------------- |
|                                                                                     |                                                                         |
| Fünfkampf-Vergleich der Frauen: Sowjetunion – BR Deutschland / BR Deutschland – USA |                                                                         |
| Austragungsort                                                                      | Tallinn                                                                 |
| Wettbewerbe                                                                         | 1                                                                       |
| Datum                                                                               | 3./4. August                                                            |
| 1. URS 2. FRG                                                                       | 26.410 Punkte 25.335 Punkte                                             |
| 1. FRG 2. USA                                                                       | 13.050 Punkte 12.286 Punkte                                             |
| Chronik                                                                             |                                                                         |
| ← URS-FRG/FRG-USA 0010kampf (M)                                                     | FRG-URS/FRG-FRA (M) →                                                   |

Im neunzehnten und gleichzeitig zwanzigsten Vergleich des Länderkampfjahres 1974 traten die bundesdeutschen Fünfkämpferinnen am 3./4. August im estländischen Tallinn gegen die Sowjetunion sowie in getrennter Wertung gegen die USA an. Gegen die UdSSR hatte es zuvor fünf Fünfkampf-Begegnungen gegeben, drei hatte die Sowjetunion gewonnen, zwei Siege hatte es für die Bundesrepublik Deutschland gegeben. Auf die US-Amerikanerinnen trafen die bundesdeutschen Fünfkämpferinnen hier zum ersten Mal.

## Wettbewerbe und Modus
Die beiden Länderkämpfe wurden mit unterschiedlichen Modi ausgetragen.
- Fünfkampfvergleich Sowjetunion – BR Deutschland
Jede Nation konnte acht Fünfkämpferinnen stellen, von denen drei Juniorinnen der Jahrgänge 1955 und jünger sein mussten. Gewertet wurden durch Addition ihrer Punktzahlen die sechs Besten, von denen mindestens zwei Juniorinnen sein mussten.
- Fünfkampfvergleich BR Deutschland – USA
 Von drei angetretenen US-Fünfkämpferinnen und aus den acht gegen die Sowjetunion startenden deutschen Athletinnen wurden die jeweils drei Besten Addition ihrer Punkt-zahlen gewertet.

## Ergebnis
Wie für ihre männlichen Mehrkampfkollegen reichte die Punktzahl der bundesdeutschen Fünfkämpferinnen gegen die Sowjetunion nicht. So kam es zu einer Niederlage mit 25.335 zu 26.410 Punkten. Doch in der Begegnung mit den US-Amerikanerinnen, die auf 12.286 Punkte kamen, setzten sich die bundesdeutschen Athletinnen mit 13.050 Punkten durch und gewannen diesen ersten Länderkampf mit diesen Gegnerinnen.

## Legende
Kurze Übersicht zur Bedeutung der Symbolik – so üblicherweise auch in sonstigen Veröffentlichungen verwendet:
| NMW | keine Weite (No Mark) |

## Resultat
| Platz | Name                            | Nation | Punkte | 100 m Hürden | Kugel- stoßen | Hoch- sprung | Weit- sprung | 200 m  |
| ----- | ------------------------------- | ------ | ------ | ------------ | ------------- | ------------ | ------------ | ------ |
| 01    | Tatjana Worochobko              | URS    | 4671   | 13,3 s       | 13,88 m       | 1,72 m       | 6,17 m       | 24,3 s |
| 02    | Soja Spassowchodskaja           | URS    | 4523   | 13,5 s       | 12,78 m       | 1,72 m       | 6,17 m       | 24,7 s |
| 03    | Larissa Beljakowa               | URS    | 4382   | 13,6 s       | 13,77 m       | 1,63 m       | 6,10 m       | 24,7 s |
| 04    | Ulrike Jacob                    | FRG    | 4376   | 13,8 s       | 11,22 m       | 1,69 m       | 6,30 m       | 24,2 s |
| 05    | Christel Voß                    | FRG    | 4352   | 14,0 s       | 13,71 m       | 1,69 m       | 5,94 m       | 25,0 s |
| 06    | Jane Frederick                  | USA    | 4350   | 14,4 s       | 13,78 m       | 1,78 m       | 5,86 m       | 25,3 s |
| 07    | Olga Rukawischnikowa (Juniorin) | URS    | 4328   | 14,3 s       | 11,78 m       | 1,75 m       | 6,23 m       | 24,9 s |
| 08    | Annette Stein                   | FRG    | 4322   | 14,0 s       | 11,71 m       | 1,69 m       | 6,15 m       | 24,5 s |
| 09    | Vera Matjokina                  | URS    | 4309   | 14,4 s       | 13,44 m       | 1,66 m       | 6,18 m       | 25,0 s |
| 10    | Tatjana Odinokowa (Juniorin)    | URS    | 4257   | 14,7 s       | 12,77 m       | 1,69 m       | 5,94 m       | 25,3 s |
| 11    | Vera Karpowa                    | URS    | 4249   | 14,0 s       | 14,04 m       | 1,63 m       | 5,74 m       | 25,2 s |
| 12    | Brigitte Holzapfel (Juniorin)   | FRG    | 4144   | 15,0 s       | 10,98 m       | 1,78 m       | 5,66 m       | 24,4 s |
| 13    | Jekaterina Smirnowa             | URS    | 4113   | 14,0 s       | 11,58 m       | 1,63 m       | 5,98 m       | 25,4 s |
| 14    | Margret Reinhold (Juniorin)     | FRG    | 4138   | 14,9 s       | 13,00 m       | 1,72 m       | 5,80 m       | 26,1 s |
| 15    | Karen Mack                      | FRG    | 4032   | 14,8 s       | 12,85 m       | 1,69 m       | 5,51 m       | 25,9 s |
| 16    | Anke Weigt (Juniorin)           | FRG    | 3994   | 14,5 s       | 11,56 m       | 1,60 m       | 5,98 m       | 26,0 s |
| 17    | Marilyn King                    | USA    | 3993   | 14,4 s       | 11,54 m       | 1,60 m       | 6,00 m       | 26,2 s |
| 18    | Mitze McMillin                  | USA    | 3943   | 14,2 s       | 10,77 m       | 1,69 m       | 5,48 m       | 25,7 s |
| 19    | Margot Eppinger                 | FRG    | 3382   | 14,3 s       | 12,48 m       | 1,66 m       | NMW          | 24,3 s |